# رکن‌الملک

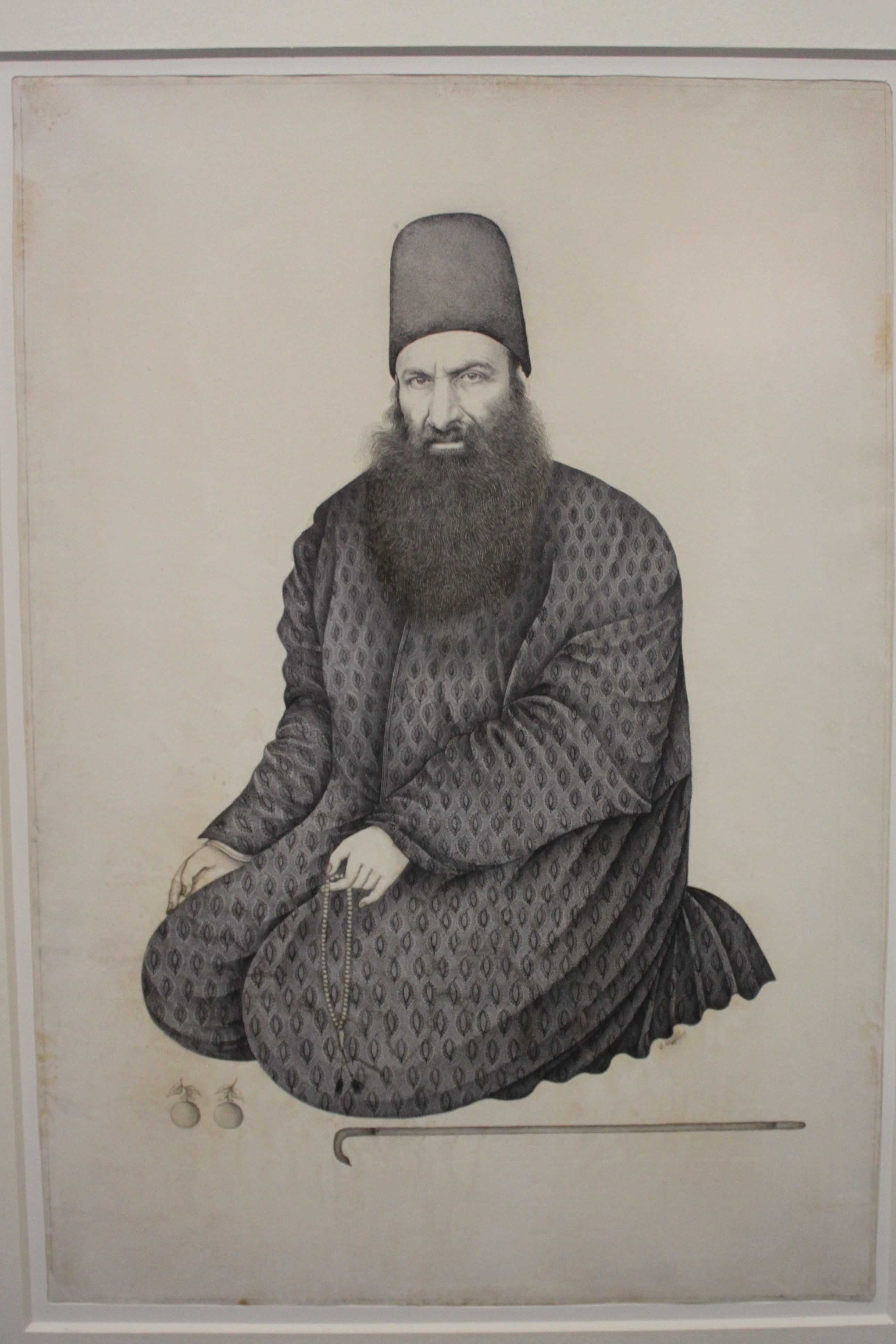
تک‌چهره میرزا سلیمان خان رکن‌الملک اثر ابوتراب غفاری

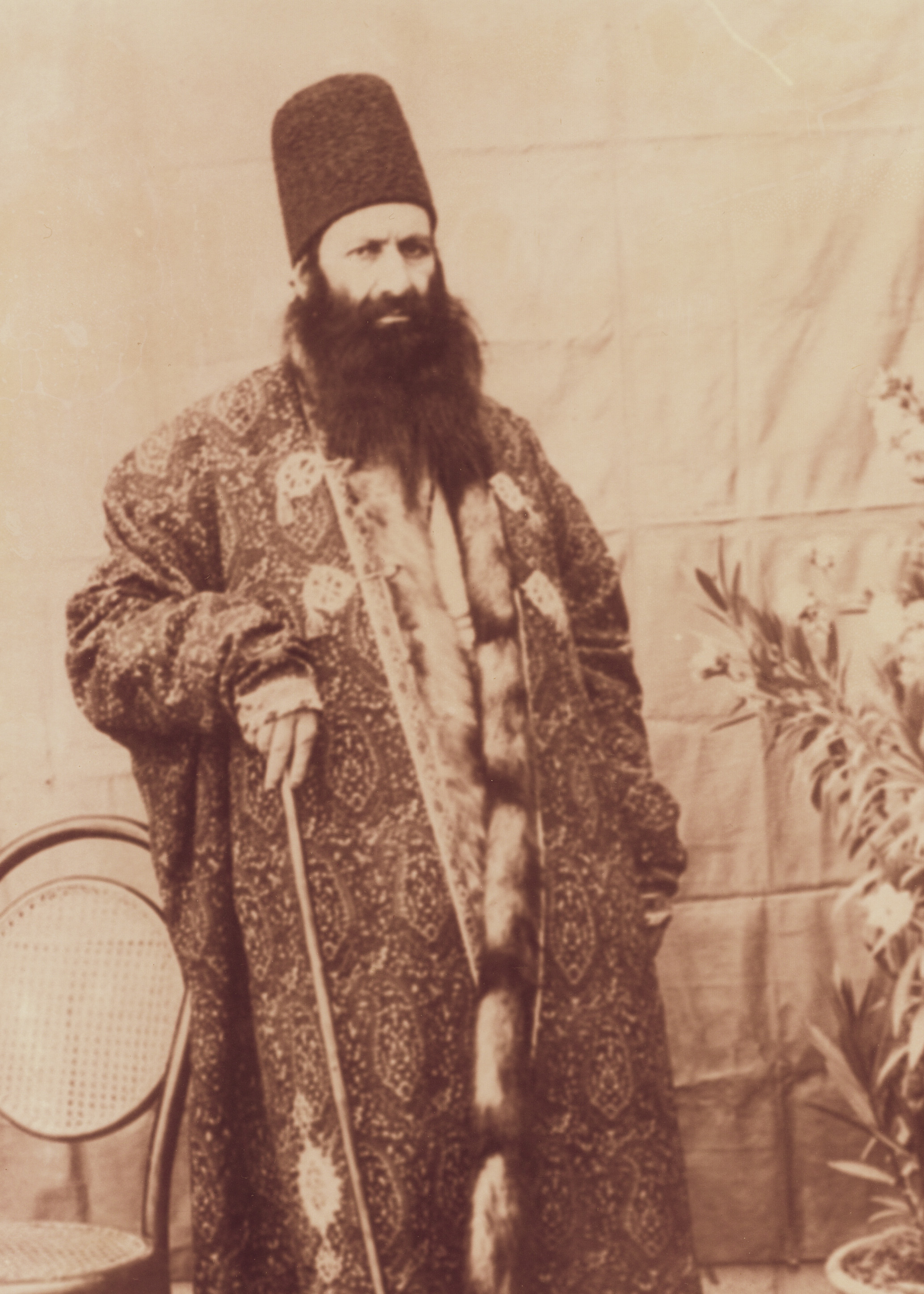
تصویر رکن الملک

سلیمان خان رکن‌الملک شیرازی اصفهانی (۱۲۱۷ شیراز - ۱۲۹۲ اصفهان) ، کارگزار جزیره بحرین و بخشهایی از منطقه جنوب، منشی باشی حاکم فارس و اصفهان، نایب الحکومه شهر اصفهان و نیز فردی شاعر و فاضل بوده‌است. او از سلسله خلف‌ بیگی فارس و از نوادگان خلف‌بیگ طالش، از معاصران شاه اسماعیل صفوی، شمرده می‌شد.

## زندگی نامه

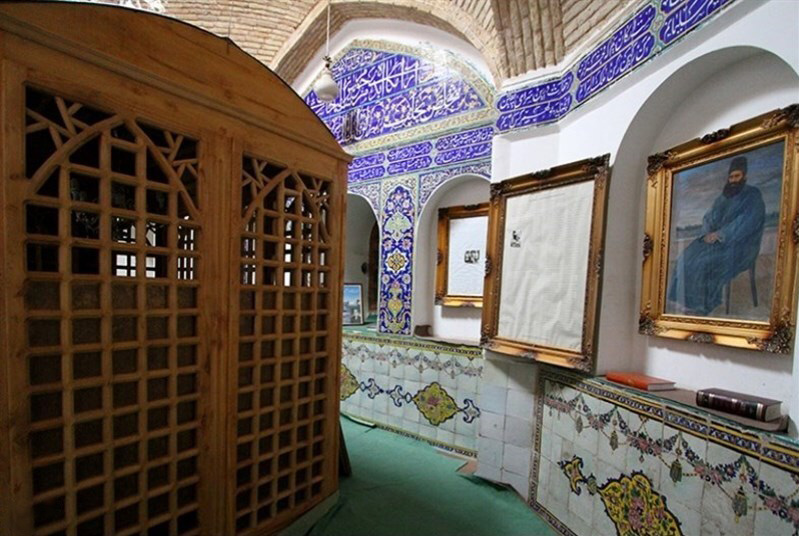
مقبره سلیمان خان رکن‌الملک شیرازی اصفهانی

اجداد او در دوران صفویه حکومت فارس را در دست داشتند و یکی از اجداد او به نام امام‌وردی بیگ به سال۱۰۹۲ قمری مسجد عتیق شیراز را مرمت کرده بود.
پدرش میرزا محمدکاظم از نژاد خلف بیک طالش؛ از سرکردگان سپاه شاه اسماعیل صفوی نسب داشت که در منابع، به او امیر خلف بیک اول گویند و القابی چون امیر کبیر، ابوالنّصر و خلیفه الخلفا داشت. وی در سال 920 ق در جنگ چالدران کشته شد.
مادر رکن الملک هم دختر محمدباقر خان زند بوده است، سلیمان در شیراز رشد کرد و بعدها از معلم ویژه خود  میرزا اسحاق نیریزیِ شمس المعالی یاد کرده و اکثر علوم مرسوم و متناسب آن ایام را از او فرا گرفته است.
سلیمان تدریجاً به فضل و شایستگی شناخته شد  و در سال 1277 ق در حدود 23 سالگی به سمت کارگزار ایران در جزیره بحرین و منطقه بوشهر و اطراف منصوب شد که حدود دو سال به درازا کشید.
سلیمان میرزا در سال 1281 ق، زمانی که هنوز دو سال بیشتر از حکومت مسعود نگذشته بود، به سمت منشی باشی و رئیس دفتر ایالتی میرزا ظل السلطان  در فارس گماشته شد. ظل السلطان در سال 1291 ق به حکومت اصفهان منصوب شد و او را با حفظ همان سمت به اصفهان آورد.
کفایت  سلیمان میرزا در سمت منشی باشی حاکم اصفهان سبب شد که در سال 1304 ق و  با کسب لقب«رکن الملک»، نایب الحکومه اصفهان شد و تا پایان حکومت ظل السلطان در اصفهان دوام داشت. دلیل این دوام را میتوان در چند چیز خلاصه کرد؛ «شدّت سلامت نفس، فروتنی نسبت به طبقات مردم خصوصاً علما و ملاحظه و آسان گیری در مجازات و جریمه مجرمان بود». تقدّس و تدیّن او نیز بسیار ستوده شده است.
اما چیزی که از مجموع حدود نیم قرن ملازمت او با ظل السلطان میتوان دریافت، هنر معاشرت و چگونگی رفتار کج دار و مریز با حاکم مستبد است که سرانجام، سرِ سلامت از آن به در برد و هیچ کدام از منابع زندگی او به این نکته نپرداخته اند.
رکن الملک در حالی که شاهد و ناظر همه این رفتارها بود، در کنار ظل السلطان زیست و قریب نیم قرن سعی کرد از آتش او نسوزد و تا حدی که میتواند، تسلیم او نیز نباشد و شعله های سرکش رفتار او را مهار سازد. در گزارش سید علی جناب از شخصیت رکن الملک آمده است؛ «میرزا سلیمان خان، از نوشتن یک حکم قتل در حضور ظل السلطان استنکاف ورزید و هر قدر حاکم به نوشتن اصرار کرد، قبول نکرد».
اگر او نمیتوانست رسماً و صراحتاً در برابر تعدیات حاکم بایستد، اما با اجحاف های مأموران و گماشتگان، مقابله می نمود.این ستم ستیزی او به اطرافیانش نیز تسری یافته بود. جمال زاده در اثر معروف خود «سر و ته یک کرباس» از پهلوان نایب محراب لنبانی، معروف به پهلوان اسب کُش یاد میکند که روزگاری، جلودار رکن الملک بوده و از فرط تنومندی، هیچ اسبی زیر پای او بند نمی شده و از کمر می افتاده است ونقل می کند که معروف است که در برابر فراش باشی هایی که به تأذّی مردم بیچاره مشغول و معروف بوده اند، می ایستاد و یک بار حتی چوب و فلک آنها را نیز در هم شکست.
میرزا سلیمان خان رکن الملک شیرازی در سال 1331 قمری هشتم جمادی الاولی در اصفهان وفات یافت.مدفن او و همسرش در ورودی مسجد رکن‌الملک در تخت فولاد، باقی است و ضریح کوچک و کاشی کاری منقوشی  دارد که عکسی  با کلاه پوستی و ریش بلند، آن را آراسته است.

## فعالیت‌ها
رکن الملک در نزدیکی خانه خود، چاپخانه سنگی جامعی احداث کرد.رکن‌الملک به چاپ قرآن مجید، و صحیفه سجادیه، و کتاب زادالمعاد همت گماشت. همچنین کتبی نظیر «زادالمعاد» ، «جامع عباسی»،«گنج الاسرار» عمان سامانی ، جلد دوم «انیس الاعلام فی نضرة الاسلام» و دیوان های شاعرانی مانند دهقان سامانی، مصطفی قلیخان سینا و خرم را به چاپ رسانید و به رایگان بذل می کرد. از دیگر اقدامات وی همراهی با آقانجفی و  آقا نورالله نجفی اصفهانی در تأسیس مرکز گفتگوی ادیان انجمن صفاخانه در محله جلفای اصفهان  ، عضو اولیه انجمن عدالتخانه در سال ۱۳۰۶ ه ق به همراه  میرزا احمد ملاباشی و میرزا محمدحسن شیخ‌الاسلام  می باشد.
رکن الملک، ذوق شعری ممتازی داشت و در سروده هایش «خلف» تخلّص داشت و در خدمات فرهنگی و معاشرت شعرا و اهل ادب، کوتاهی نمی کرد. پشتیبانی و تشویق رکن الملک از بعضی شاعران، باعث شد که آثاری از آنها، صراحتاً به نام او سروده شود.
او همچنین بانی تکیه محمد جعفرآباده‌ای و نیز مسجد رکن‌الملک در تخت فولاد اصفهان است که مهمترین خدمات عمرانی او می باشد. آرامگاه او نیز در همین مسجد قرار دارد. 
از دیگر خدمات عمرانی او، به تصریح صاحب «تذکرة القبور»؛ «ساخت عمارت چهارطاقی روی قبر حکیم آقا محمد بیدآبادی و احداث تکیه و گنبد برروی قبر  حاجی محمدجعفر آباده ای و تعمیرات صحن امامین عسکرییّن است. همچنین  تعمیر چهارسو نقاشی یا همان چهارسوی اسفندیار بیک و به این دلیل مدتی به آن بازارچه را رکن آباد می گفتند, مرمت تکیه میرفندرسکی در سال 1303ق. ساخت کاروانسرا در شیراز، تعمیر مسجد در خواجو، مرمت مسجد خلف بیک، معروف به مسجد سرخی (سفره چی) 
از خدمات  وی می باشد.مسجد  سفره چی که به صورت اشتباه آن را سرخی میگویند از بناهای دوره شاه عباس اول است که در سال ۱۰۱۴ هجری توسط خلف بیک (جد مرحوم رکن الملک) که سفره چی شاه عباس بود، ساخته شده است.
از دیگر خدمات مرحوم رکن الملک، تأسیس شرکت اسلامیه در اصفهان به منظور ترویج تجارت و ترّقی صنایع داخلی , تأسیس اداره دعوت اسلامی و مجله «الاسلام» یا گفتگوی صفاخانه اصفهان با مدیریت سید محمدعلی داعی الاسلام  می باشد.

وی همچنین طی یک اقدام بدیع و به منظور مبارزه با سلطه اقتصادی بیگانگان در اواسط جمادی‌الاول ۱۳۲۴ و در آستانه مهاجرت علمای تهران به قم (مهاجرت کبری)، به همراهی ۱۴نفر از علمای طراز اول اصفهان از جمله آقا نجفی اصفهانی،  آقا نورالله نجفی اصفهانی،  محمدحسین فشارکی،  سید ابوالقاسم دهکردی،شیخ مرتضی ریزی، میرزا محمدتقی مدرس، سیدمحمدباقر بروجردی، میرزا محمد مهدی جویباره‌ای،میرزا ابوالقاسم زنجانی، آقامحمدجواد قزوینی موارد زیر را متعهد می‌شود:
این خدام شریعت مطهره با همراهی جناب رکن‌الملک، متعهد و ملتزم شرعی شده‌ایم که مهماامکن بعد ذلک تخلف ننماییم، فعلاً ۵فقره‌است:
- اولاً: قبالجات و احکام شرعیه از شنبه به بعد روی کاغذ ایرانی بدون آهار نوشته شود. اگر بر کاغذهای دیگر نویسند، مهر ننموده و اعتراف نمی‌نویسیم. قباله و حکمی هم که روی کاغذ دیگر نوشته بیاورند و تاریخ آن بعد از این قرارداد باشد، امضا نمی‌نماییم. حرام نیست کاغذ غیر ایرانی و کسی را مانع نمی‌شویم؛ ماها به این روش متعهدیم.
- ثانیاً: کفن اموات، اگر غیر از کرباس و پارچه اردستانی یا پارچه‌های دیگر ایرانی باشد، متعهد شده‌ایم برآن میت، ماها نماز نخوانیم. دیگری را برای اقامه صلوه بر آن میت بخواهند ماها را معاف دارند.
- ثالثاً: ملبوس مردانه جدید، که از این تاریخ به بعد دوخته و پوشیده می‌شود، قرار دادیم مهما امکن، هر چه بدلی در ایران یافت می‌شود، لباس خودمان را از آن منسوخ نماییم و منسوج غیرایرانی را نپوشیم و احتیاط نمی‌کنیم و حرام نمی‌دانیم لباس‌های غیرایرانی را، اما ماها ملتزم شده‌ایم حتی‌المقدور بعد از این تاریخ ملبوس خود را از منسوج ایرانی بنماییم. تابعین ماها نیز کذلک و متخلف توقع احترام از ماها نداشته باشد. آنچه از سابق پوشیده و داریم و دوخته، ممنوع نیست استعمال آن.
- رابعاً: مهمانی‌ها بعد ذلک ولو اعیانی باشد، چه عامه، چه خاصه، باید مختصر باشد یک پلو و یک خورش و یک افشره. اگر زاید بر این کسی تکلف دهد، ماها را به محضر خود وعده نگیرد. خودمان نیز به همین روش مهمانی می‌نماییم. هر چه کمتر و مختصرتر از این تکلف کردند، موجب مزید امتنان ماها خواهد بود.
- خامساً: وافوری اهل وافور را احترام نمی‌کنیم و به منزل او نمی‌رویم زیرا که آیات باهره:«إِنَّ الْمُبَذِّرِینَ کَانُوا إِخْوَانَ الشَّیَاطِینِ» «وَلا تُسْرِفُوا اِنَّهُ لا یُحِبُّ الْمُسْرِفِینَ» «وَلا تُلْقُوا بِأَیْدِیکُمْ إِلَی التَّهْلُکَه» و حدیث «لاضرر و لاضرار» ضرر مالی و جانی و عمری و نسلی و دینی و عرضی و شغلی آن محسوس و مسری است و خانواده‌ها و ممالک را به باد داده. بعد از این هر که را فهمیدیم وافوری، به‌نظر توهین و خفت می‌نگریم.

برخی از اقدامات او در روزنامه فرهنگ چنین ثبت شده است: التزام گرفتن از اوباش برای تعطیلی خانه های فساد و قمار در ایام ماه رمضان؛ جانشینی با اختیار تام در ایّام مأموریت حاکم به تهران و عضویت شورای شهر؛ حضور شخصی در محاکم و دیوان خانه برای رسیدگی به شکایات تا پنج ساعت از شب رفته و گردش شبانه در کوچه و بازارها؛ تعقیب دزدان فراری، ترمیم و تسهیل وسایل حمل و نقل عمومی.